# Anthonis de Roovere

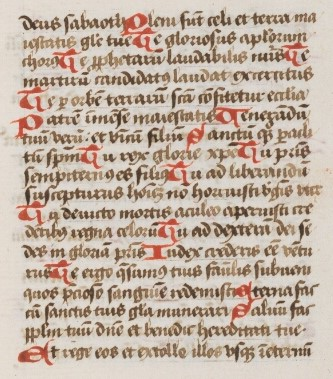
Fragment uit het manuscript "Middelnederlands en Latijns devotieboek" met werken van Anthonis de Roovere. Vervaardigd in Vlaanderen tussen de 15e en de 16e eeuw. Bewaard in de Universiteitsbibliotheek Gent.

Anthonis de Roovere (Brugge, ca. 1430 – aldaar, 16 mei 1482) was een schrijver voor de rederijkerskamer De Heilige Geest in Brugge. Hij was metselaar en werd vanaf 1466 ook door de stad betaald als stadsrederijker. Hij schreef dramatisch werk en proza, maar is vooral bekend door zijn rondelen, ballades en refreinen, vooral in het vroede. Hij wordt samen met Romboud De Doppere beschouwd als de belangrijkste auteur van de teksten met betrekking tot de 15de eeuw in het handschrift en later bij Willem Vorsterman (1531) verschenen werk Dits die excellente cronike van Vlaenderen.
Hij had een scherpe kijk op het leven van alledag en schreef op wat er volgens hem mis was aan de maatschappij. Als typische late middeleeuwer was hij geobsedeerd door de ijdelheid van al het wereldse streven.

## Enkele bekende gedichten

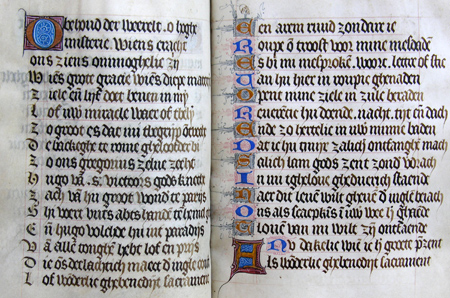
Handschrift van Lof van den heylighen sacramente, uit een gebedenboek van rond 1450. Bewaard in de Openbare Bibliotheek Brugge.

- Den droom van Rovere op die doot van hertoge Kaerle van Borgonyen saleger gedagten[3][4]
- Vander Mollenfeeste
- Sotte amoureusheyt
- Pap ende broodt in doude daghen
- Die gheen pluymen en can strijcken
- Lof vanden Heijlige Sacramente, een lang eucharistisch refrein dat in verschillende kerken werd tentoongesteld.

Verder maakte hij onder meer een gedicht over de gebeurtenissen rondom het Sacrament van Niervaert, dat omstreeks 1535 werd gebruikt als onderschrift voor de paneelschilderingen van het altaarretabel in de Sacramentskapel van de Grote-of-Onze-Lieve-Vrouwekerk te Breda. Over het algemeen maakte hij dus ook veel werken omtrent religie en devotie.

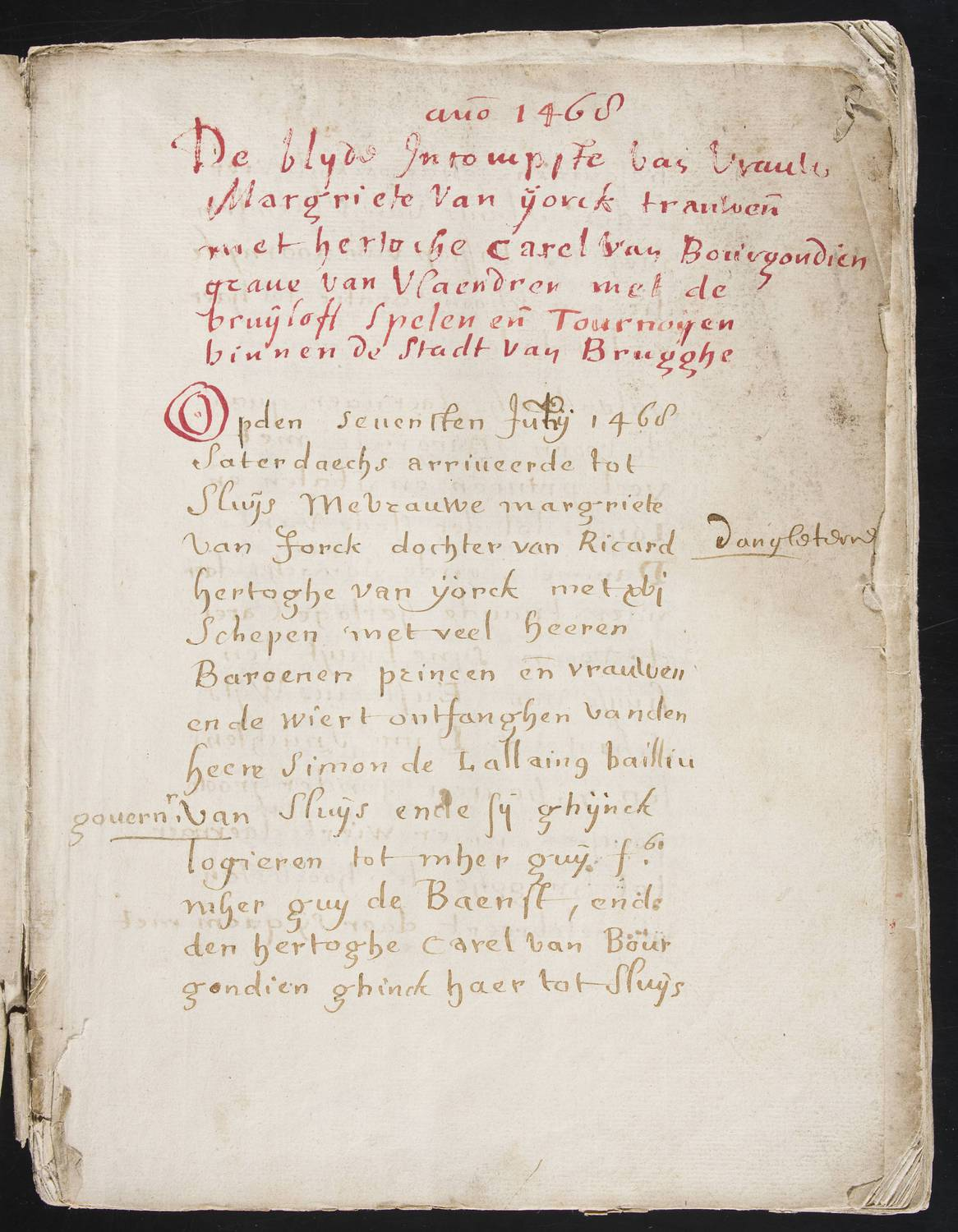
Fragment uit het handschrift van De blijde inkomste van Margaretha van York (1475-1515). Bewaard in KU Leuven Bibliotheken Bijzondere Collecties.

De werken van de Roovere vormen bovendien interessante tijdsdocumenten. Als stadsdichter van Brugge pende hij bijvoorbeeld waardevolle cultuurhistorische en politieke verslagen neer. Zo krijgen we dankzij de Roovere een beeld van de trouw tussen Margaretha van York en hertog Karel de Stoute te Brugge. 